# St. Jürgen (Gettorf)

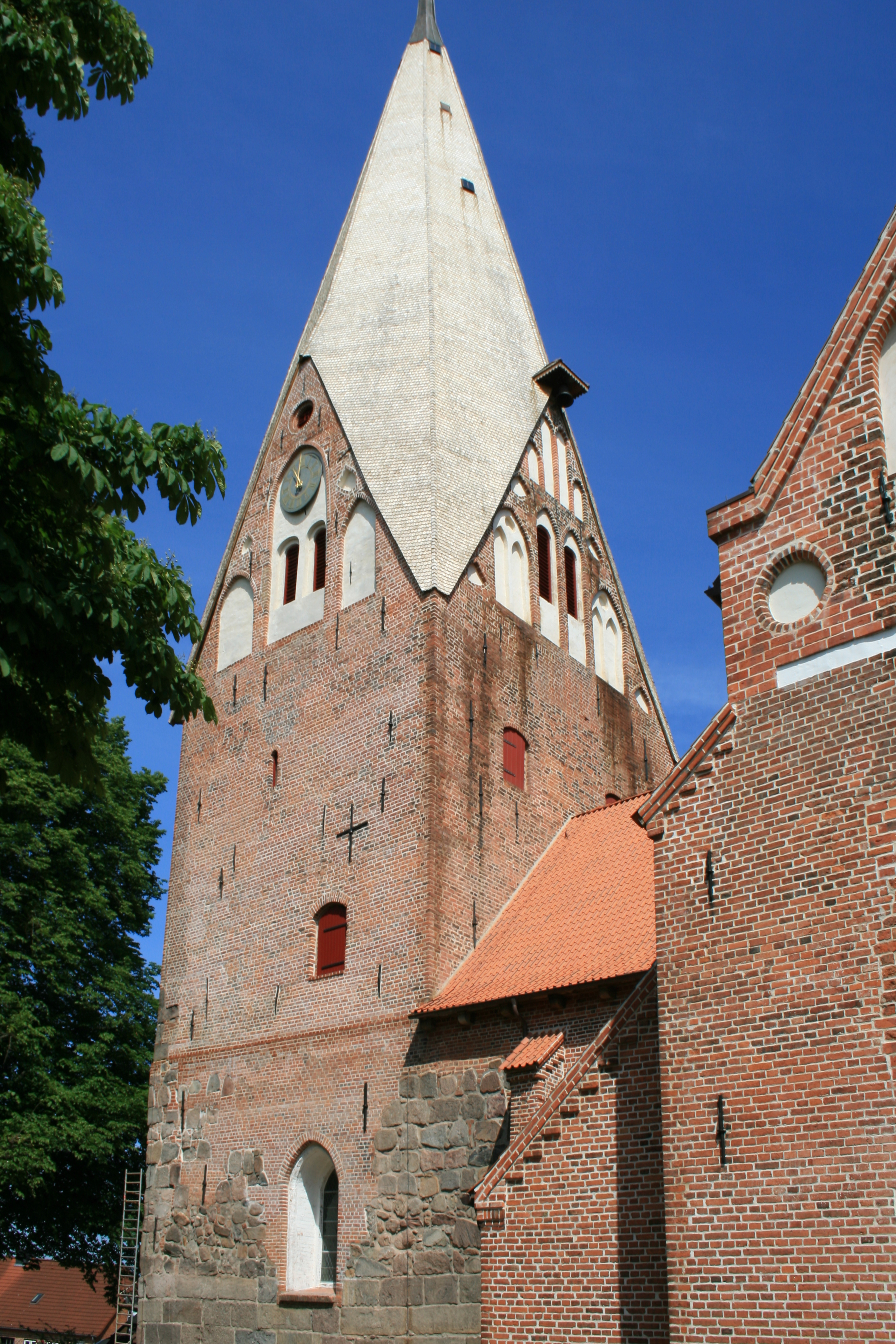
Turm von St. Jürgen

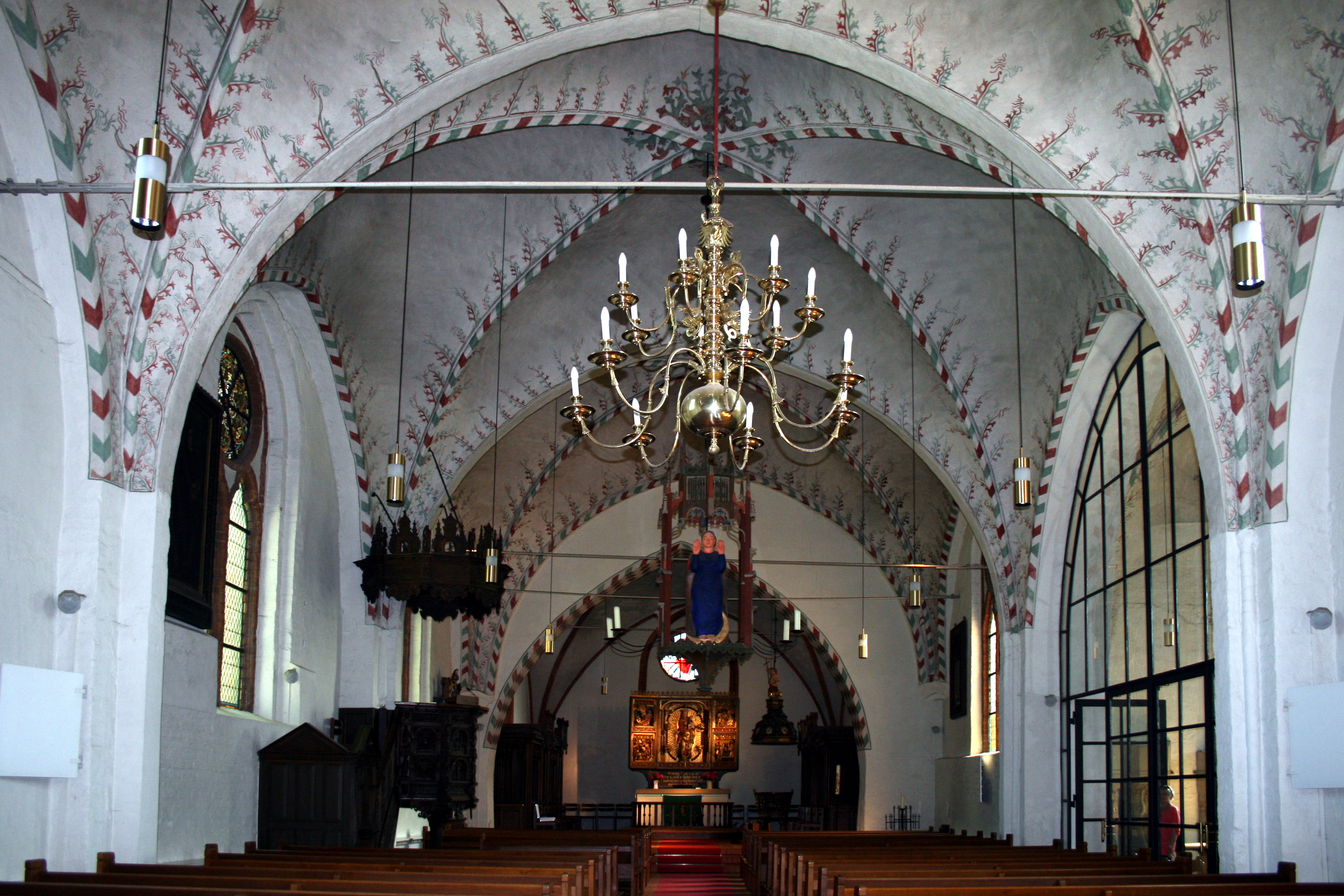
Innenraum

St. Jürgen in Gettorf war im Mittelalter eine Wallfahrtskirche. Heute gehört sie zur evangelisch-lutherischen Kirche in Norddeutschland.

## Geschichte
An der Stelle der heutigen Kirche befand sich vermutlich bereits vor der Christianisierung des Dänischen Wohlds eine Kultstätte. Um 1250 wurde ein Langschiff, das heutige Mittelschiff, mit Chor errichtet. Um 1300 wurde der heutige Chor mit Kreuzrippengewölbe etwas versetzt angefügt. Zu dieser Zeit war die Kirche dem heiligen Nikolaus von Myra und der Gottesmutter Maria geweiht. Neben der Kirche befand sich eine dem Georg geweihte Kapelle, die wie alle anderen Georgskapellen in 13./14. Jahrhundert für die Leprakranken im Dänischen Wohld errichtet wurde. Nach dem Wechsel des Patronats um 1460 wurde diese Kapelle Ort einer Wallfahrt, die zahlreiche Pilger anzog und der Kirche große Einnahmen bescherte. 
Dadurch war ein umfangreiches Bauprogramm möglich das durch ein Rechnungsbuch ab 1485 belegt ist. Im jahr 1486 Bau eines neuen Speicherhauses, 1491 Vollendung des heutigen Kirchturms, 1493 neuer Predigtstuhl, 1497 Herstellung des Geläutes von drei Glocken mit Turmuhr, 1502 Renovierung und Erweiterung der St. Jürgenkapelle, 1505 Aufstellung einer lebensgroßen versilberten St. Jürgen Figur zu Pferde, 1512 Bau eines Turmes an die St. Jürgen Kapelle und Eindeckung mit Kupfer, 1516 Einbau einer neuen großen Orgel in die St. Nikolai Kirche, 1521 Bau der neuen Marienkapelle, 1525 Neuguß der großen Glocke. Das[Patrozinium] ging später auf die große Kirche über.
Nur wenige Jahre später hielt ab 1542 die Reformation nach der Schleswig-Holsteinischen Kirchenordnung auch in Gettorf Einzug. 1619 wurde die alte Wallfahrtskapelle niedergebrochen, die Materialien, z. B. das Kupfer, mit dem das Dach gedeckt war, wurden zum Ausbau der Kirche verwendet. Das Silber der lebendsgroßen Sankt Jürgenfigur als Kapital verliehen, die Holzfigur selbst wie die Seitenaltäre entsorgt. An der Stelle der Kapelle wurde später ein Armenhaus errichtet.
Im Dreißigjähriger Krieg|Dreißigjährigen Krieg wurden die Kupferplatten, mit denen der Turm gedeckt war, entwendet und durch Holzschindeln ersetzt. Kurz danach wurde 1643 mit der Gruft des Detlef von Ahlefeldt, dessen Familie seit 1460 das Kirchenpatronat innehatte, an der Nordwand der letzte Anbau an die Kirche vorgenommen.
Während der Schleswig-Holsteinischen Erhebung diente er als Aussichtspunkt, von dem aus vor dem Gefecht bei Eckernförde am 5. April 1849 das Einlaufen der dänischen Schiffe beobachtet wurde.
Im Laufe des 19. Jahrhunderts erhielt die Kirche die heutigen Emporen. Auch die Fenster wurden vergrößert. 1906 wurde die spätgotische Ausmalung der Gewölbe erneuert und ergänzt. 1913 brannte der Turm erneut und wurde renoviert. 2012 konnte mit Hilfe des Kirchbauvereins der Turm renoviert werden.

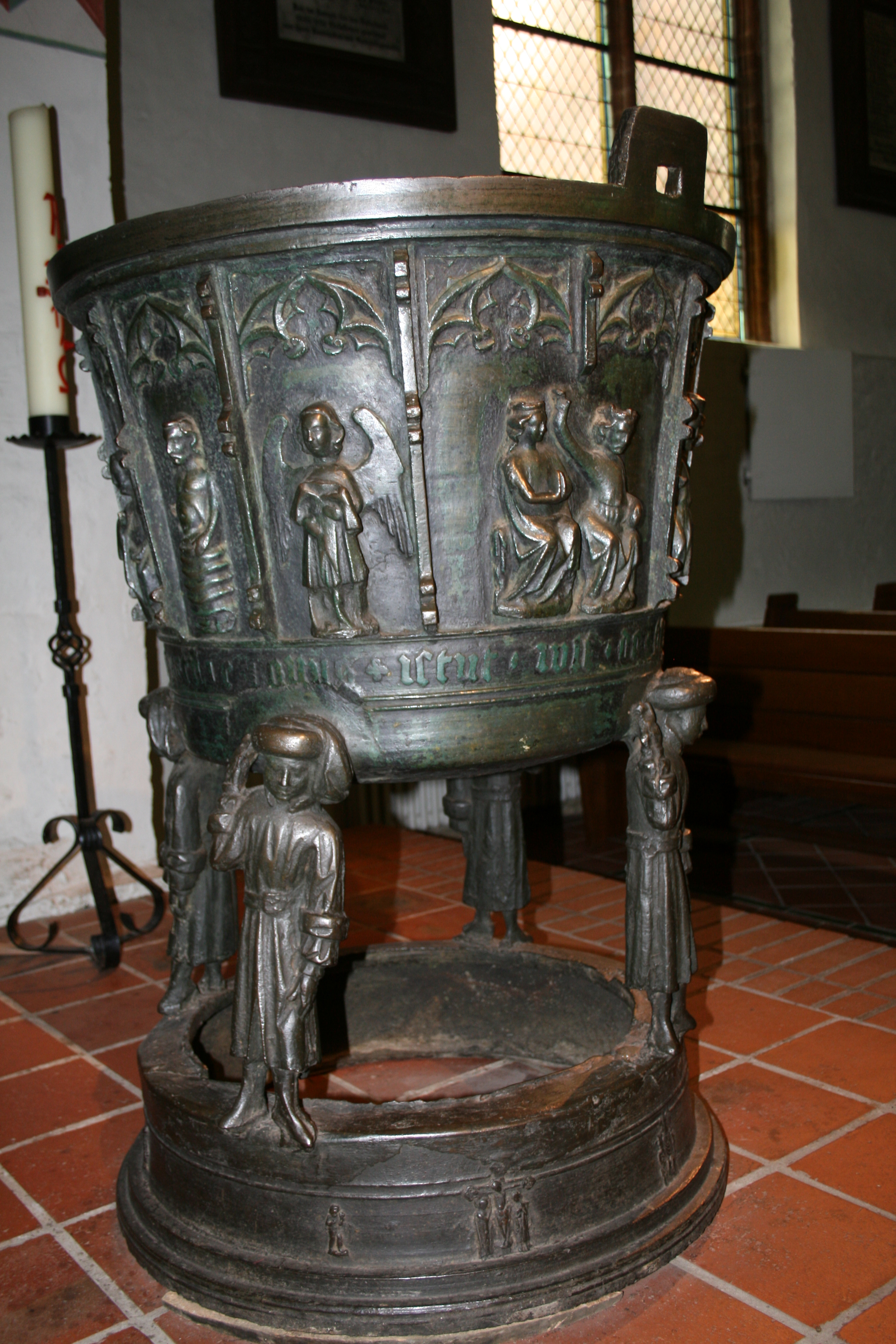
Bronzetaufe von 1424

## Ausstattung
Das älteste Ausstattungsstück ist das Bronzetaufbecken, die der Kirche 1424 von einem Wulf von Ahlefeldt geschenkt wurde. Die Fünte wird von vier Jünglingen auf einem Standring getragen und zeigt als Reliefs Mariä Verkündigung, die Anbetung des Jesuskindes, die Flucht nach Ägypten, die Taufe Jesu und die Krönung Mariens. Über dem Taufbecken hängt ein barocker Taufdeckel.

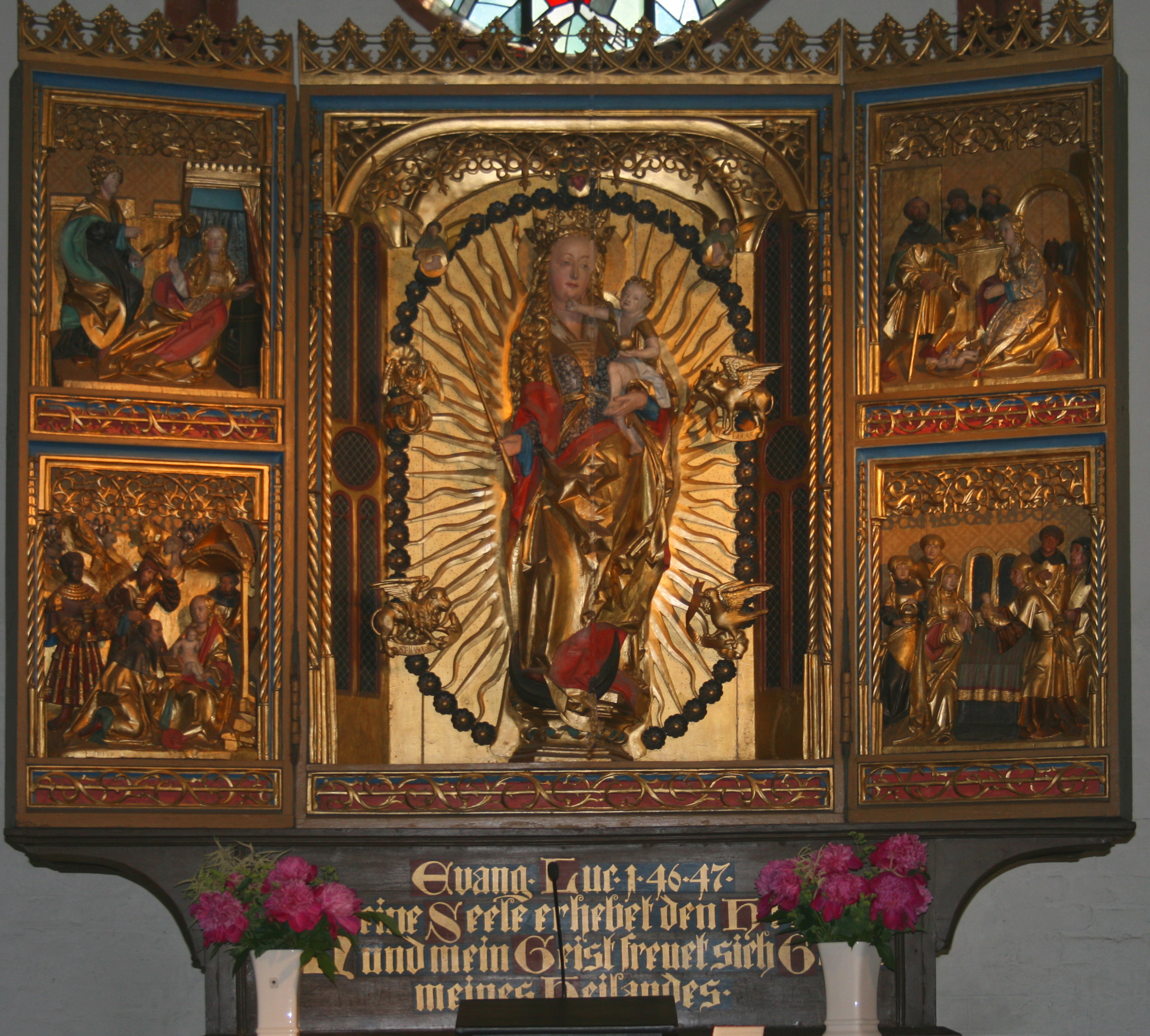
Altar

Zum Inventar gehört ferner ein spätgotischer Schnitzaltar von 1521 (Eiche, Maße des Mittelschreins: 202 × 144 × 27,5 cm). Im Mittelschrein zeigt er eine Rosenkranzmadonna. Die Reliefs der Seitenflügel stellen Szenen rund um die Geburt Christi dar. In der Predella stehen mit Lk 1,46-47  Verse aus dem Magnificat. Das Retabel wurde vermutlich für die Marienkapelle, einen Anbau an der Südseite der Kirche, geschaffen und stammt aus demselben Werkstattumkreis, dem auch der Rosenkranzaltar aus dem Heiligen-Geist-Hospital in Lübeck (um 1525, als Dauerleihgabe im St. Annen-Museum, Inv. Nr. 1989/A1), das Laurentiusretabel der Bruderschaft der Bauernknechte aus der Burgkirche (1522, heute St. Annen-Museum, Inv. Nr. 2), das Jakobusretabel in Breckerfeld und eine Marienkrönung aus einem verloren gegangenen Retabel der Lübecker Jakobikirche (um 1515, ebenfalls St. Annen-Museum, Inv. Nr. 10) zugerechnet werden. Gerade Ähnlichkeiten und Differenzen zwischen dem Gettorfer Werk und dem ikonographisch vergleichbaren Rosenkranzaltar im Heilig-Geist-Hospital werden diskutiert, da für letzteren begründet Einflüsse aus Hildesheim und sogar Mecheln vermutet werden. Außerdem sind sowohl in Fragen der künstlerischen Herkunft als auch der Qualität der Schnitzarbeiten unterschiedliche Hände bei der Retabelfertigung zu scheiden.

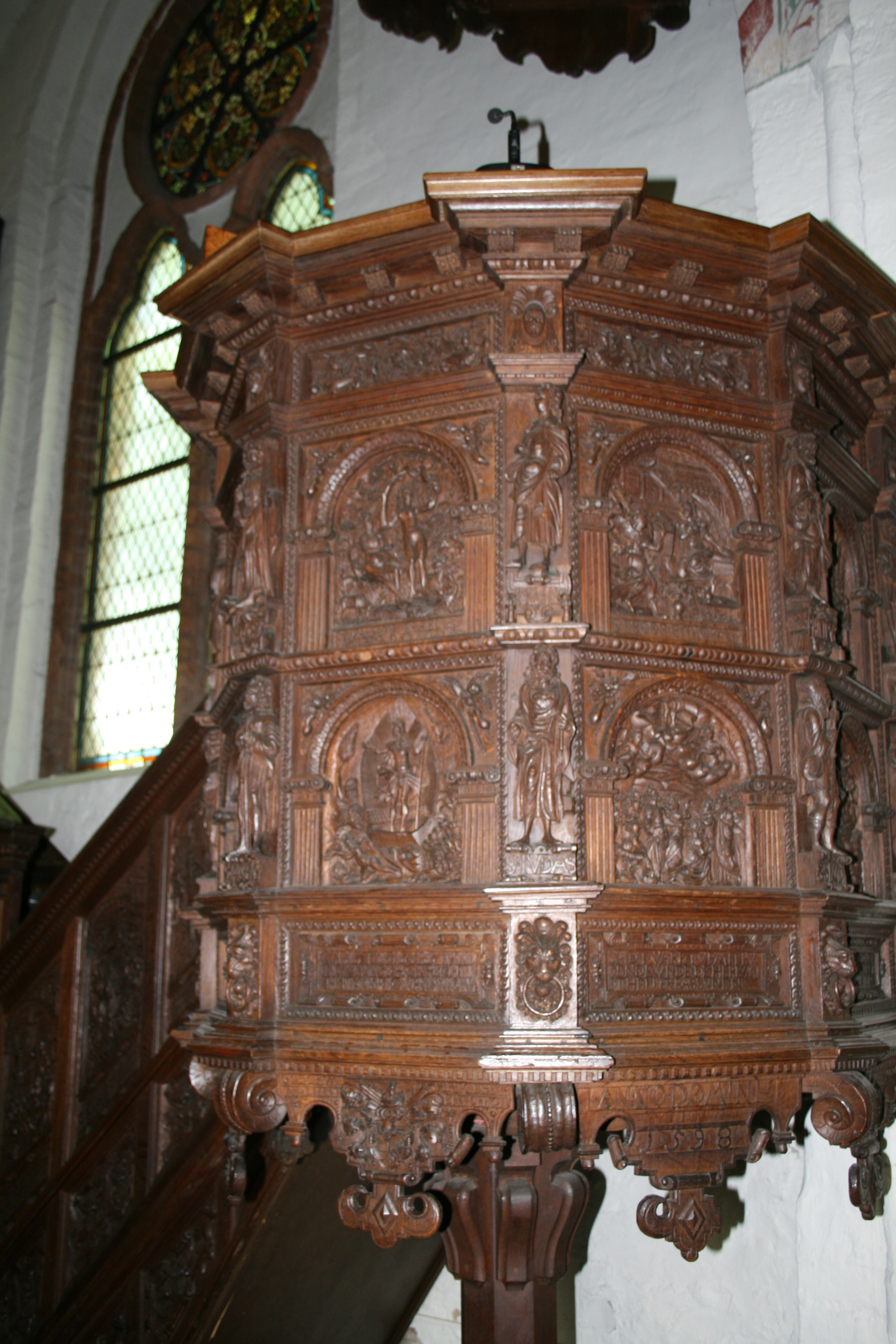
Kanzel von Hans Gudewerdt dem Älteren

Die Kanzel des Holzschnitzers Hans Gudewerdt des Älteren samt Aufgang und Schalldeckel stammt von 1598. Der achtseitige Korb ist durch Apostelfiguren an den Ecken gegliedert. Die von Rundbögen gefassten Reliefs mit niederdeutscher Unterschrift erzählen bildhaft Schöpfung, Leben Christi und Weltgericht. Auf dem Treppengeländer ist der Darstellung des letzten Abendmahls das Gleichnis vom armen Lazarus entgegengestellt und der Anbetung durch die Könige die Opferung Isaaks.
Die Emporen schmücken spätbarocke Darstellungen von Christus und den Aposteln. Die Bilder wurden nach der Vorlage von Christoph Weigel gemalt. An der Wand hängt ein spätbarockes Triumphkreuz.
In das hölzerne Gehäuse eines Marienleuchters (um 1500) im Mittelschiff wurde anstelle einer verlorenen mittelalterlichen Marienstatue eine doppelseitige Figur von Jörg Plickat eingefügt.

## Orgel

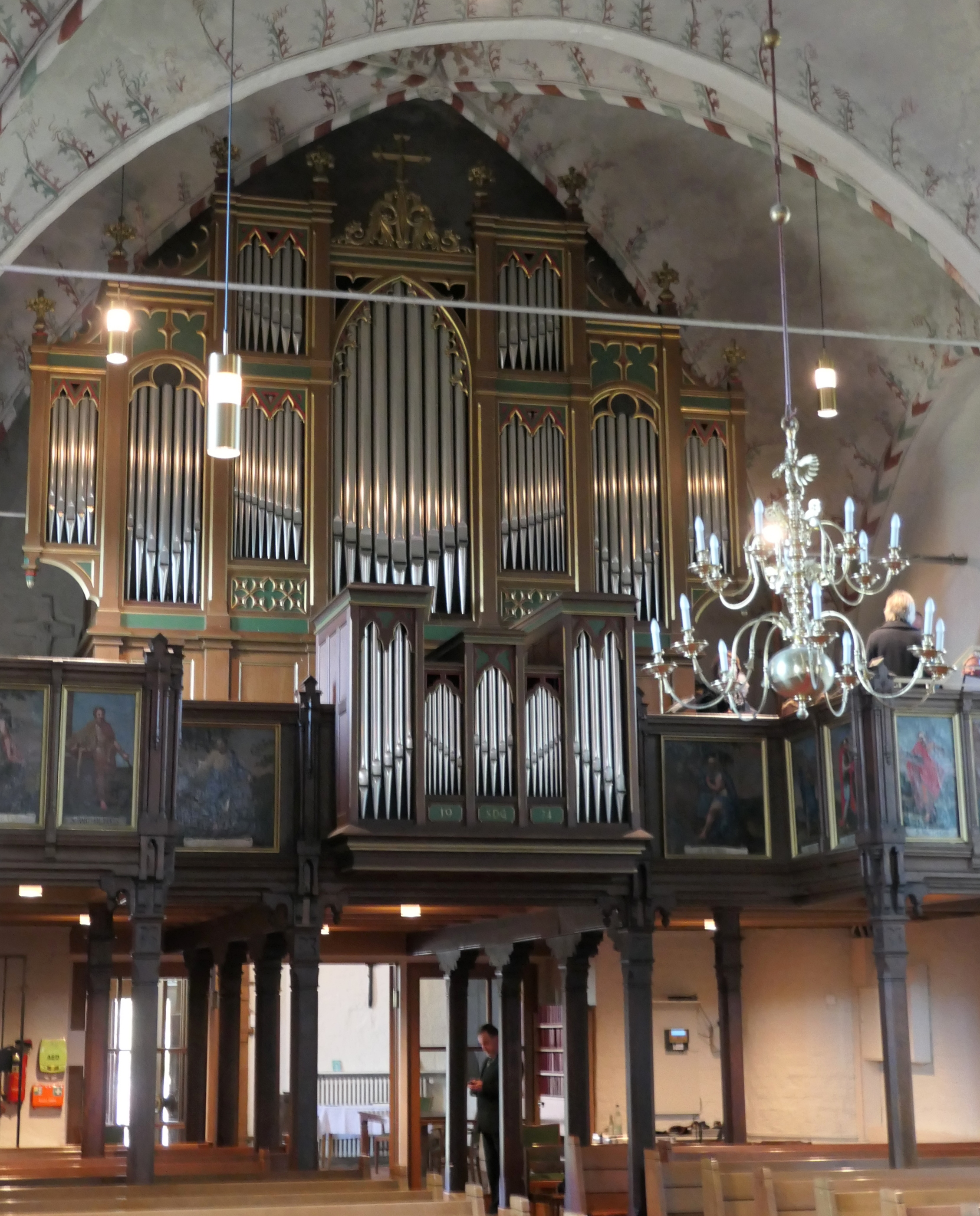
Prospekt der Marcussen-Orgel von 1866 mit Rückpositiv von 1974

Schon um 1490 hatte die Kirche eine Orgel, die 1515 erneuert wurde. 1624 lieferte der Orgelbauer Lorenz Wittrock aus Heiligenhafen ein neues Instrument, das Balthasar von Ahlefeldt 1728 umbauen und erneuern ließ.
Die heutige Orgel mit ihrem imposanten Prospekt wurde im Jahre 1866 von der Orgelbaufirma Marcussen & Søn (Apenrade/Nordschleswig, damals gerade preußisch geworden, seit 1920 wieder dänisch) als Opus 63 errichtet. Die ursprüngliche Disposition lautete:
| I Hauptwerk C–f3 |                |       |
| 1.               | Bordun         | 16′   |
| 2.               | Prinzipal      | 8′    |
| 3.               | Viola di Gamba | 8′    |
| 4.               | Doppelflöte    | 8′    |
| 5.               | Oktave         | 4′    |
| 6.               | Flöte          | 4′    |
| 7.               | Quinte         | 2 ⁄3′ |
| 8.               | Oktave         | 2′    |
| 9.               | Mixtur III     |       |
| 10.              | Trompete       | 8′    |

| II Oberwerk (schwellbar) C–f3 |                 |     |
| 11.                           | Gedackt         | 16′ |
| 12.                           | Geigenprinzipal | 8′  |
| 13.                           | Salicional      | 8′  |
| 14.                           | Gedackt         | 8′  |
| 15.                           | Gambe           | 4′  |
| 16.                           | Gemshorn        | 4′  |
| 17.                           | Fagott-Oboe     | 8′  |

| Pedalwerk C–d1 |             |     |
| 18.            | Subbass     | 16′ |
| 19.            | Prinzipal   | 8′  |
| 20.            | Gedackt     | 8′  |
| 21.            | Violoncello | 8′  |
| 22.            | Oktav       | 4′  |
| 23.            | Posaune     | 16′ |

- Koppeln: II/I, I/P
- Traktur: Schleifladen, vollmechanisch

1948/49 wurde die Orgel durch Emanuel Kemper & Sohn, Lübeck, in neobarockem Sinne umgestaltet, in Musik und Kirche ist von einem „völligen Umbau“ die Rede. Die Streicher wurden sämtlich entfernt, ins Hauptwerk kam statt Viola di Gamba 8′ eine Rauschpfeife II und ins Pedal anstelle des Violoncello 8′ eine Bauernflöte 2′. Die Register des Oberwerks wurden fast gänzlich ausgetauscht (anstelle von Nr. 11–13 und 15f. neu: Prinzipal 4′, Blockflöte 4′, Waldflöte 2′, Terzian II, Scharf V). 1974 wurde durch Klaus Becker, Kupfermühle, ein Rückpositiv angebaut, in das die Register des bisherigen Oberwerks teilweise übernommen wurden. Heute hat das Instrument 24 Register auf zwei Manualen und Pedal, mit folgender Disposition:
| I Hauptwerk C–f3 |             |        |
| 1.               | Bordun      | 16′    |
| 2.               | Prestant    | 8′     |
| 3.               | Doppelflöte | 8′     |
| 4.               | Oktave      | 4′     |
| 5.               | Flöte       | 4′     |
| 6.               | Quinte      | 2 ⁄3′  |
| 7.               | Oktave      | 2′     |
| 8.               | Terz        | 1 3⁄5′ |
| 9.               | Mixtur IV   |        |
| 10.              | Trompete    | 8′     |

| II Rückpositiv C–f3 |            |        |
| 11.                 | Gedackt    | 8′     |
| 12.                 | Principal  | 4′     |
| 13.                 | Blockflöte | 4′     |
| 14.                 | Waldflöte  | 2′     |
| 15.                 | Sexta      | 1 3⁄5′ |
| 16.                 | Nasat      | 1 ⁄3′  |
| 17.                 | Scharf III |        |
| 18.                 | Dulcian    | 8′     |
|                     | Tremulant  |        |

| Pedalwerk C–d1 |             |     |
| 19.            | Subbass     | 16′ |
| 20.            | Prinzipal   | 8′  |
| 21.            | Gedackt     | 8′  |
| 22.            | Choralbass  | 4′  |
| 23.            | Bauernflöte | 2′  |
| 24.            | Posaune     | 16′ |

- Koppeln: II/I, I/P, II/P
- Traktur: Schleifladen, vollmechanisch